# 小行星7811
小行星7811（英語：7811 Zhaojiuzhang）是一颗围绕太阳公转的小行星。1982年2月23日，兴隆观测基地在兴隆县发现了此天体。
这颗小行星的绝对星等为20.39592357874284等。